# WWE Bash in Berlin
Bash in Berlin was een professioneel worstel-pay-per-viewevenement dat georganiseerd werd door World Wrestling Entertainment (WWE). Dit evenement vond plaats in het Uber Arena, Berlijn, Duitsland op 31 augustus 2024.

## Uitslagen
| #                                                  | Wedstrijd                                                                                                  | Winnaar(s)                                     | Opmerkingen                                                   |
| -------------------------------------------------- | --- | ---------------------------------------------- | ------------------------------------------------------------- |
| 1                                                  | Cody Rhodes (vk) vs Kevin Owens                                                                            | Cody Rhodes                                    | een-op-een wedstrijd om het Undisputed WWE Championship       |
| 2                                                  | Bianca Belair & Jade Cargill vs The Unholy Union (Alba Fyre & Isla Dawn) (vk)                              | Bianca Belair & Jade Cargill (nk)              | Tag team wedstrijd voor het WWE Women's Tag Team Championship |
| 3                                                  | CM Punk vs Drew McIntyre                                                                                   | CM Punk                                        | Strap match                                                   |
| 4                                                  | The Terror Twins (Damian Priest & Rhea Ripley) vs The Judgment Day ("Dirty" Dominik Mysterio & Liv Morgan) | The Terror Twins (Damian Priest & Rhea Ripley) | Gemengde Tag team wedstrijd                                   |
| 5                                                  | Gunther vs Randy Orton                                                                                     | Gunther                                        | een-op-een wedstrijd om het World Heavyweight Championship    |
| (vk) = verdedigend kampioen; (nk)= nieuwe kampioen | |                                                |                                                               |